# لوسیانوسور
لوسیانوسور (نام علمی: ') نام یک سرده از شاخه طنابداران است.